# Hidegháború (film)
A Hidegháború (eredeti címe: Zimna wojna) 2018-ban bemutatott fekete-fehér lengyel nagyjátékfilm Paweł Pawlikowski rendezésében. Az 1950-es években játszódó, részben családi ihletésű alkotás két különböző hátterű és neveltetésű, eltérő politikai rendszerekben élő fiatal művész szenvedélyes szerelmét meséli el.
A filmdráma a 2018-as cannes-i fesztiválon a legjobb rendezés díját nyerte, számos fesztiváldíj mellett öt Európai Filmdíjat kapott, és felkerült a 2019. évi Oscar-díjra esélyesek rövid listájára a legjobb idegen nyelvű film kategóriában.
Magyarországi bemutatója 2019. február 14-én volt az Artmozi hálózatban.

## Cselekménye
A második világháború után Wiktor, az elismert zeneszerző és koreográfus Lengyelország kis falvait járja, s hagyományőrző énekeseket és táncosokat kutat fel, hogy társával (Irena) és egy pártaktivistával (Kaczmarek) létrehozhassanak egy folkegyüttest. A rettenetes szociális helyzet miatt sokan jelentkeznek a meghallgatásokon, közöttük Zula is, aki hangjával, szépségével és karakterével azonnal meghódítja Wiktort. Felfogadja a lányt és fokozatosan műsorának sztárjává teszi.
A műsor meglepő sikert arat, de a hatalom erőszakkal kezdi kisajátítani, és Sztálin dicsőítésére felhasználni. Wiktor, látva, hogy visszaélnek az általa közvetített értékekkel, és fenyegetik alkotói szabadságát, elhatározza: elszökik az országból Zulával, akivel szenvedélyesen szeretik egymást. A lány azonban nem áll készen mindent feladni és önmagát veszélybe sodorni. A férfi az együttes első kelet-berlini turnéjáról egyedül disszidál.
Zula pár évvel később feleségül megy egy olasz állampolgárhoz, hogy legálisan elhagyhassa Lengyelországot, és csatlakozhasson a Párizsban élő Wiktorhoz. Ott együtt élnek bonyolult, viharos szerelemben, a férfi egy dzsesszklub zeneszerző zongoristája, a nő dzsesszénekes. Zula azonban sem a szerelme karjaiban, sem a világban nem talál megnyugvást, nem tudja elviselni a bohém művészmiliőt, alkoholizálni kezd. s mivel honvágy is kínozza, elhatározza, hogy inkább visszatér Lengyelországba. Wiktor utánamegy, de hazaárulás és illegális határátlépés miatt lecsukják, s egy munkatáborban találja magát. Öt év után szabadul Kaczmarek közbenjárására (akivel Zulának közben kisgyereke van), de néhány ujját elvesztette, zenészkarrierjének vége.
Zula és Wiktor visszatérnek találkozásuk helyszínére, hogy ott véget vessenek lángoló, de mindent felégető szerelmüknek.
A pusztítóan szenvedélyes kapcsolat története 1949-ben kezdődik, és miután végig vezeti a nézőt Varsón, Kelet-Berlinen, Párizson és Jugoszlávián, tizenöt évvel később, nagyon szimbolikus módon, pontosan ugyanazon a helyen, egy romos templom mellett ér véget. A hidegháború alatt játszódó alkotás nem politikai film, de a politika központi szerepet játszik benne, hiszen ellehetetleníti a két fiatal szerelmét.

## Főbb szereplők
- Joanna Kulig – Zuzanna "Zula" Lichoń
- Tomasz Kot – Wiktor Warski
- Borys Szyc – Lech Kaczmarek, a folklór csoport vezetője
- Agata Kulesza – Irena Bielecka
- Jeanne Balibar – Juliette, párizsi költőnő
- Cédric Kahn – Michel
- Adam Woronowicz – párizsi lengyel konzul
- Adam Ferency – miniszter
- Adam Szyszkowski – táborőr

## A film fogadtatása
Pawlikowski előző nagyjátékfilmje, az Oscar-díjat nyert Ida sikere miatt nagy volt a várakozás a Hidegháborút illetően. Ősbemutatója a 71. cannes-i fesztivál hivatalos válogatásában volt, ahol alkotója a legjobb rendezés díját vehette át. A kritikusok is többnyire kedvező fogadtatásban részesítették, külön kiemelték a rendező visszafogottságát, azt, hogy a fiatalok tizenöt évet átölelő se veled, se nélküled szerelmének történetét nem hagyta túlburjánzani, se a többnyire közismert történelmi háttér ábrázolását sematikussá laposítani. Noha kronologikus sorrendben látjuk az eseményeket, néha nagyokat ugrik, ezért a többi versenyfilmhez képest kifejezetten rövidnek számított a másfél órát sem elérő alkotás és nem vált unalmassá. Dicsérték a színészek, különösen a női főszereplő alakítását, valamint az operatőri munkát (ezek már több díjat is nyertek). A film ugyancsak dicsért látványvilágát illetően Pawlikowski egy nyilatkozatában külön kitért a fekete fehér formátum használatára. Elmondta, hogy e történelmi időszakban a lepusztult lengyel vidék inkább szürkésbarnásnak hatott, az élénk színek meghamisították volna a témát, a korabeli szovjet színskála (vörös és zöld halvány árnyalatai) használatát pedig ugyancsak el akarta kerülni, így a történet hiteles elmesélésére maradt a monokróm megoldás.
2019-ben, a 21. Lengyel Filmdíj-átadón az alkotás a 12 jelöléséből hét Sast nyert el, köztük az öt legfontosabb kategóriáét.

## Fontosabb díjak és jelölések
- Európai Filmdíj
  - 2018 díj: legjobb film
  - 2018 díj: legjobb rendező – Paweł Pawlikowski
  - 2018 díj: legjobb forgatókönyvíró – Paweł Pawlikowski
  - 2018 díj: legjobb színésznő – Joanna Kulig
  - 2018 díj: legjobb vágó – Jarosław Kamiński
  - 2018 jelölés: legjobb színész – Tomasz Kot
- Oscar-díj 
  - 2019 jelölés: legjobb idegen nyelvű film
- César-díj 
  - 2019 jelölés: legjobb külföldi film
- Brit Független Filmdíj (BIFA)
  - 2018 jelölés: legjobb nemzetközi független film
- Kristály Glóbusz
  - 2018 díj: legjobb nemzetközi független film
- Camerimage
  - 2018 díj: Ezüst Béka – Łukasz Żal
- Sas Lengyel Filmdíj
  - 2019 díj: legjobb film
  - 2019 díj: legjobb rendező – Paweł Pawlikowski
  - 2019 díj: legjobb forgatókönyvíró – Paweł Pawlikowski és Janusz Głowacki
  - 2019 díj: legjobb női főszereplő – Joanna Kulig
  - 2019 díj: legjobb operatőr – Łukasz Żal
  - 2019 díj: legjobb vágó – Jarosław Kamiński
  - 2019 díj: legjobb hang – Maciej Pawłowski és Mirosław Makowski
  - 2019 jelölés: legjobb férfi főszereplő – Tomasz Kot
  - 2019 jelölés: legjobb férfi mellékszereplő – Borys Szyc
  - 2019 jelölés: legjobb női mellékszereplő – Agata Kulesza
  - 2019 jelölés: legjobb látványtervező – Katarzyna Sobańska és Marcel Sławiński
  - 2019 jelölés: legjobb jelmeztervező – Aleksandra Staszko
- További díjak
  - 2018 díj: cannes-i fesztivál – legjobb rendezés díja (Paweł Pawlikowski)
  - 2018 jelölés: cannes-i fesztivál – Arany Pálma
  - 2018 díj: Lengyel Filmfesztivál – Arany Oroszlán
  - 2018 díj: Lengyel Filmfesztivál – legjobb vágó (Jarosław Kamiński)
  - 2018 díj: Lengyel Filmfesztivál – legjobb hang (Maciej Pawlowski, Mirosław Makowski)
  - 2018 díj: New York-i Filmkritikusok Körének díja – legjobb idegen nyelvű film
  - 2018 díj: Genti Nemzetközi Filmfesztivál – legjobb film
  - 2018 díj: Genti Nemzetközi Filmfesztivál – Vászon közönségdíj
  - 2018 díj: El Gouna Filmfesztivál – legjobb színésznő (Joanna Kulig)
  - 2018 díj: National Board of Review – legjobb idegen nyelvű film
  - 2018 díj: Manaki Brothers operatőrök nemzetközi fesztivál – Bronz Kamera 300 (Łukasz Żal)